# Sam Bradford
Samuel "Sam" Jacob Bradford (Oklahoma City, 8 de novembro de 1987) é um jogador de futebol americano aposentado que jogava como quarterback na National Football League (NFL). Bradford frequentou a Putnam City North High School, em Oklahoma City, onde ele jogou futebol americano, basquete e golfe. Em seu último ano na escola, ele lançou para 2 029 jardas e 17 touchdowns em 12 jogos.
Bradford não era um excelente prospecto quando saiu do ensino médio, mas recebeu uma bolsa de estudos da Universidade de Oklahoma. Depois de uma temporada como reserva em 2006, jogou para 3 121 jardas e 36 touchdowns na temporada seguinte. Isso preparou o palco para o ano fenomenal de 2008, quando tornou-se apenas o segundo jogador a conquistar o Heisman Trophy em seu segundo ano jogando, sendo ele o gatilho para a maior pontuação na história da NCAA, lançando para 4 464 jardas com 48 touchdowns e apenas seis interceptações. Os Sooners tiveram uma campanha de doze vitórias em treze jogos e foram para o jogo do título nacional da BCS.
Bradford se declarou para o draft da NFL após a temporada de 2009 e foi selecionado pelo St. Louis Rams com a primeira escolha geral no Draft da NFL de 2010. Apesar do sucesso estelar na universidade, sua carreira como profissional não chamou muita atenção. Assinou um dos maiores contratos para um novato na história da liga e em oito anos acumulou US$ 123 milhões de dólares em salários, apesar de ter conquistado apenas 34 vitórias em 83 jogos.

## Primeiros anos
Bradford nasceu em Oklahoma. Ele estudou na Putnam City North High School em Oklahoma, onde ele jogou futebol americano, basquete, beisebol e golfe. Bradford jogou como arremessador no beisebol, mas desistiu depois de seu primeiro ano. 
Após sua última temporada em que ele lançou para 2.029 jardas e 17 touchdowns em 12 jogos, Bradford foi nomeado para a equipe de All-State pela Associação de Técnicos de Oklahoma e foi uma escolha de segundo time da All-State pelo The Oklahoman.
Bradford também era um jogador de basquete do calibre da Divisão I. Em seu último ano, ele fez uma média de 18,6 pontos e 10,5 rebotes por jogo e jogou no mesmo time de elite da AAU que o compatriota de Oklahoma City e estrela do Detroit Pistons, Blake Griffin. 
No golfe, Bradford derrotou os futuros profissionais da PGA, Kevin Tway e Robert Streb, durante sua carreira no ensino médio, além dos esportes acima mencionados, Bradford também jogou hóquei. Em 1999, quando Bradford tinha 12 anos, sua equipe, os Junior Blazers, ganhou um campeonato regional batendo uma equipe de Houston. Ele deixou o esporte no mesmo ano e de acordo com seu ex-treinador de hóquei Mike McEwen, que treinou três equipes do New York Islanders que chegaram na Stanley Cup, Bradford tinha o talento para chegar à NHL. McEwen também disse que Bradford foi um dos melhores jogadores que ele já treinou.
Na primavera de 2005, no final da terceira temporada de Bradford, ele ganhou interesse de vários programas da Divisão I, incluindo Stanford, Michigan, Texas Tech e Oklahoma. Bradford era visto como um recruta de duas a três estrelas e não era tão bem classificado entre as classes do ensino médio de 2006, com seu ranking mais alto sendo o 12º entre os quarterbacks pelo recrutamento da Rivals.com. Bradford ficou atrás de Pat Devlin, "Juice" Williams e Josh Freeman, e foi ofuscado por nomes como os recrutas de cinco estrelas: Mitch Mustain, Matthew Stafford e Tim Tebow.
| Nome | Cidade natal                                                                                              | Médio / superior              | Altura          | Peso           | 40‡ | Data de submissão     |
| --- | --- | ----------------------------- | --------------- | -------------- | --- | --------------------- |
| Sam Bradford QB | Oklahoma City, Oklahoma                                                                                   | Putnam City North High School | 6 ft 4 (1.93 m) | 200 lb (91 kg) | 4.8 | 2 de Dezembro de 2005 |
| Sam Bradford QB | Recrutamento de classificação por estrelas: Scout: Rivais: 247Sports: N/A ESPN condicoes dos veiculos: 79 |                               |                 |                |     |                       |
| No geral o recrutamento de classificações: Scout: 18 (QB) Rivais: 12 (QB), 1 (Oklahoma) ESPN: 16 (QB) | |                               |                 |                |     |                       |
| - ‡ Refere-se a 40 jardas - Nota: Em muitos casos, Scout, Rivais, 247Sports, e a ESPN pode entrar em conflito em suas listagens de peso, altura e 40 de tempo. - Nestes casos, a média foi tirada. ESPN notas são em uma escala de 100 pontos. Fontes: - "De 2006, Oklahoma Futebol Compromisso De Lista". Rivals.com. Página Visitada Em 21 De Setembro De 2016. - "De 2006, Oklahoma Futebol Da Faculdade De Recrutamento Compromete-Se". Scout.com. Página Visitada Em 21 De Setembro De 2016. - "Scout.com Equipe De Recrutamento Rankings". Scout.com. Página Visitada Em 21 De Setembro De 2016. - "De 2006 A Equipe Ranking". Rivals.com. Página Visitada Em 21 De Setembro De 2016. | |                               |                 |                |     |                       |

## Carreira na Faculdade
Bradford recebeu uma bolsa de estudos da Universidade de Oklahoma, onde jogou pelo time de Oklahoma Sooners, do técnico Bob Stoops, entre 2006 e 2009. Ele foi reserva como calouro em 2006, se tornou titular em 2007 e foi uma das melhores temporadas de todos os tempos. passando para 4.720 jardas com 50 touchdowns e apenas oito interceptações. Como resultado, ele ganhou o Heisman Trophy, tornando-se o quinto jogador de Oklahoma a ganhar o prêmio. Depois que Oklahoma perdeu a final Nacional da BCS de 2009 por 24-14 para a Flórida, Bradford, em vez de se declarar para o próximo draft, optou por retornar a Oklahoma para tentar outra vez o título. Ele acabou jogando em apenas três jogos devido a uma lesão no ombro, e o Sooners terminou com um recorde de 8-5.

### Temporada de Calouro
Em 2006, o quarterback titular de Oklahoma, Rhett Bomar, então no segundo ano, foi demitido da equipe por violar as regras da NCAA. Paul Thompson, um antigo quarterback que virou wide receiver, voltou a ser quarterback e liderou o time ao titulo da Big 12. Sua partida deixou um vazio na posição de quarterback em Oklahoma. Seis jogadores no elenco tentaram a posição de titular durante o período de férias, incluindo três quarterbacks, o calouro Keith Nichol (um recruta de 4 estrelas da Rivals.com e 6º melhor classificado na classe de recrutamento de 2007, que depois se transferiu para a Michigan State University), o novato Joey Halzle (o único com experiência em jogos) e Bradford. Em 21 de agosto de 2007, Bradford ganhou o papel de quarterback titular para a equipe de 2007.

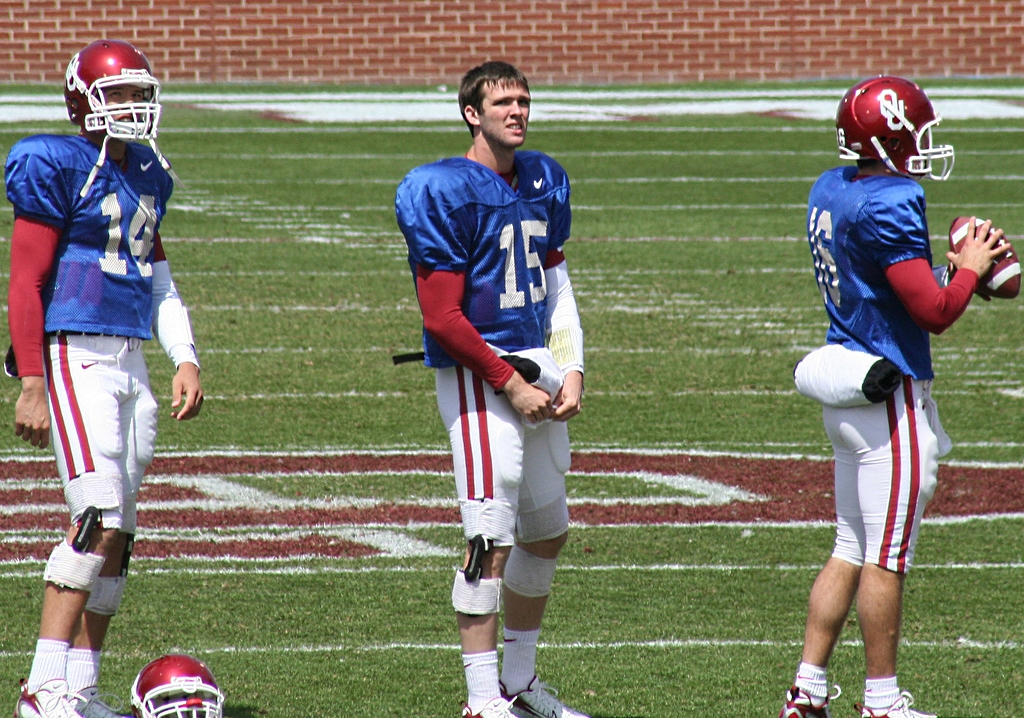
Bradford (à esquerda), Joey Halzle (centro), e Hays McEachern (direita) durante a primavera de prática em abril de 2007

Em seu primeiro jogo pelos Sooners, contra a Universidade de North Texas, Bradford completou 21 passes para 363 jardas e três touchdowns em pouco mais de dois quartos, quebrando o recorde escolar de jardas passadas, o recorde era de seu técnico de quarterback, Josh Heupel, com 350 jardas. No jogo seguinte, Bradford quebrou o recorde escolar do vencedor do Heisman Trophy, Jason White, de mais passes concluidos com 22 passes (18 no primeiro tempo e quatro no início do segundo).
Na segunda semana da temporada de 2007, Bradford foi eleito o jogador nacional ofensivo da semana pela Walter Camp Football Foundation depois de bater o recorde escolar para a mais passes para touchdown em um jogo com cinco. 
Tendo lançado para 25 touchdowns nos seus primeiros nove jogos, Bradford estava no ritmo de quebrar o recorde de 29 touchdowns feito por um jogador de primeiro ano da NCAA, estabelecido por David Neill em 1998 e empatado por Colt McCoy em 2006.
Em 17 de novembro em um jogo contra o Texas Tech, Bradford sofreu uma concussão e foi removido do jogo e substituído pelo quarterback reserva, Joey Halzle. Os Sooners perdeu o jogo por 27-34.
Durante o jogo de 24 de novembro contra Oklahoma State Cowboys, Bradford quebrou o recorde de 29 touchdowns da NCAA ao passar para seu 30º touchdown para Joe Jon Finley durante o segundo quarto. No jogo contra Missouri Tigers, Bradford lançou por 209 jardas em 18 passes e dois touchdowns.
The Sooners venceram a final da Big 12 depois de derrotar Missouri pela segunda vez na temporada. Os Sooners enfrentaram West Virginia Mountaineers no Fiesta Bowl em 2 de janeiro de 2008 e perderam por 48-28. Foi o primeiro jogo de Bowl de Bradford como titular.

### Segunda temporada

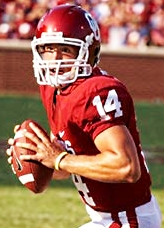
Sam Bradford durante a 2008 NCAA temporada.

Na semana 8 da temporada seguinte contra o Kansas, Bradford superou o recorde escolar do quarteback, Josh Heupel, de jardas passada em um único jogo com 468 jardas. Bradford liderou os Sooners para o seu terceiro campeonato seguido da Big 12 e derrotou Missouri por 62-21. No processo, Sooners quebrou o recorde do Hawaii de 2006 para o maior número de pontos em uma única temporada com 702 pontos. Além disso, os Sooners foram a primeira equipe na história da NCAA a marcar 60 ou mais pontos em cinco jogos seguidos.
Oklahoma terminou a temporada regular de 2008 com um recorde de 12-1, ficando em segundo lugar na enquete da AP e em primeiro lugar na classificação da BCS. The Sooners ganhou uma viagem para jogar na Flórida na final do Campeonato Nacional da BCS de 2009.
Após a temporada regular, Bradford conquistou o Prêmio Davey O'Brien e o Heisman Trophy. Ele é o segundo estudante de segundo ano, após o vencedor de 2007, Tim Tebow, da Universidade da Flórida, a receber o Heisman; ele também se tornou o quinto jogador da Universidade de Oklahoma, bem como a segunda pessoa de ascendência nativa americana a conquistar o troféu depois de Jim Plunkett. Bradford recebeu 1.726 pontos no total, enquanto os outros finalistas, Colt McCoy, da Universidade do Texas, e Tim Tebow, receberam 1.604 e 1.575, respectivamente. Tebow, no entanto, arrecadou mais votos em primeiro lugar, 309, enquanto Bradford conseguiu 300. Bradford conseguiu o maior número de pontos graças à ajuda de seus 315 segundos lugares. Um total de 926 eleitores participaram da votação.
| Finalista    | Primeiro Lugar (3 pts. cada) | Segundo Lugar (2 pts. cada) | Terceiro Lugar (1 pt. cada) | Total de pontos |
| ------------ | ---------------------------- | --------------------------- | --------------------------- | --------------- |
| Sam Bradford | 300                          | 315                         | 196                         | 1,726           |
| Colt McCoy   | 266                          | 288                         | 230                         | 1,604           |
| Tim Tebow    | 309                          | 207                         | 234                         | 1,575           |

Quando combinado com o Prêmio Naismith de Blake Griffin, Oklahoma se tornou a primeira universidade a ter um vencedor em prêmios individuais de basquete e futebol americano no mesmo ano. Bradford também foi eleito Jogador do Ano da Associated Press College. Bradford recebeu 27 votos, novamente batendo McCoy (17 votos) e Tim Tebow (16 votos). Bradford é o terceiro jogador de Oklahoma Sooner a ganhar o prêmio, juntando-se a Josh Heupel (2000) e Jason White (2003). Heupel e White também eram quarterbacks, sendo Heupel o atual treinador de quarterbacks de Oklahoma.
Bradford enfrentou Flórida, liderada por Tebow, em 2009 na final do Campeonato Nacional da BCS. Ele acertou 26 passes para 256 jardas, dois touchdowns e duas interceptações, como Flórida ganhando o jogo por 24-14.

### Terceira Temporada
Bradford anunciou que renunciaria ao Draft de 2009 da NFL para retornar a Oklahoma para sua terceira temporada. No primeiro jogo da temporada do Sooners (contra Brigham Young), Bradford sofreu uma entorse de terceiro grau na articulação do ombro depois de se tornar o líder de passes da história de Oklahoma. Jogando sem Bradford na segunda metade do jogo, Oklahoma perdeu por 14-13. Bradford foi originalmente programado para retornar em cerca de três a seis semanas, mas o treinador Bob Stoops inicialmente se recusou a confirmar ou negar esse cronograma. 
Depois de perder três semanas, Bradford voltou ao campo durante o jogo contra Baylor e completou 27 passes para 389 jardas e um touchdown, levando os Sooners a uma vitória por 33-7. Bradford machucou mais uma vez seu ombro direito em 17 de outubro de 2009. Mais tarde, foi anunciado que ele iria passar por uma cirurgia no ombro e entrar na Draft de 2010 da NFL.

### Prémios e distinções
- 2007 Novato do Ano pela Sporting News
- 2007 Segundo Time All-American pela Sporting News
- 2007 Menção Honoraria ao All-American pela Pro Football Weekly College Football News, and Sports Illustrated
- 2007 Menção Honoraria da All-Big 12 pelo técnicos da liga
- 2007 Time da Academia da All-Big 12
- 2008 Segundo Time Academic All-American pela ESPN The Magazine
- 2008 Time da Academia da All-Big 12
- 2008 Jogador Ofensivo do Ano da Big 12 pelos técnicos da liga
- 2008 Primeiro Time All-American pelo CBS Sports, Rivals.com, ESPN, Associated Press and Sporting News
- 2008 Davey O'Brien Award
- 2008 Heisman Trophy
- 2008 Jogador do Ano pela imprensaa
- 2008 Sammy Baugh Trophy
- 2008 Jogador do Ano pela co-Sporting News
- 2008 Harley Award

### Estatísticas
| Passando  | Passando | Passando | Passando | Passando | Passando | Passando | Passando | Passando | Passando | Correndo | Correndo | Correndo |
| Temporada | Equipe   | Jogos    | Cmp      | Ten      | Pct      | Jardas   | TD       | Int      | Rtg      | Ten      | Jardas   | TD       |
| --------- | -------- | -------- | -------- | -------- | -------- | -------- | -------- | -------- | -------- | -------- | -------- | -------- |
| 2007      | Oklahoma | 14       | 237      | 341      | 69,5%    | 3 121    | 36       | 8        | 176,52   | 31       | 7        | 0        |
| 2008      | Oklahoma | 14       | 328      | 483      | 67,9%    | 4 721    | 50       | 8        | 180,86   | 42       | 47       | 5        |
| 2009      | Oklahoma | 3        | 39       | 69       | 56,5%    | 562      | 2        | 0        | 134,5    | 4        | -18      | 0        |
| Carreira  | Carreira | 31       | 604      | 893      | 67,6%    | 8 403    | 88       | 16       | 175,6    | 77       | 36       | 5        |

## Carreira profissional

### Draft
Embora ele provavelmente teria sido um dos primeiros quarterbacks selecionados no Draft da NFL de 2009, Bradford decidiu retornar a Oklahoma em janeiro de 2009. Logo após o draft de 2009, ele foi projetado como a escolha de número 1 para o Draft de 2010. Em 25 de outubro de 2009, Bradford anunciou que renunciaria a seu último ano em Oklahoma e entraria no draft.
Por causa de sua lesão no ombro, Bradford não participou do Combine, no entanto, ele foi medido e participou de entrevistas e exames médicos. Ele marcou 36 dos 50 pontos no teste Wonderlic, bem acima da média de 28,5 dos outros 30 quarterbacks do draft de 2010.
Em 19 de março, Bradford se reuniu com o gerente geral do St. Louis Rams, Billy Devaney, e com o coordenador ofensivo Pat Shurmur, em Pensacola, Flórida, onde vinha treinando e se reabilitando desde que se submetera a uma cirurgia no ombro.
| Altura                          | Peso   | Comprimento do braço | Tamanho de mão | Wonderlic |
| ------------------------------- | ------ | -------------------- | -------------- | --------- |
| 1.94 m                          | 107 kg | 0.87 m               | 0.24 m         | 36        |
| Todos os valores da NFL Combine |        |                      |                |           |

### St. Louis Rams

#### Temporada de 2010
No início da primavera, Bradford se encontrou com Thom Goudy, um treinador de desenvolvimento profissional em St. Louis, Missouri. Goudy ajudou Bradford com sua técnica no pocket. Bradford passou três semanas em seu campo de treinamento.
Em 22 de abril de 2010, Bradford foi selecionado pelo St. Louis Rams como a primeira escolha geral no Draft de 2010 da NFL. Foi a primeira vez que os Rams selecionaram um quarterback na primeira rodada de um draft desde a seleção de Bill Munson no draft de 1964. Bradford foi a primeira escolha número 1 em Oklahoma desde que Billy Sims foi selecionado pelo Detroit Lions no Draft de 1980. Escolheu o #8 em homenagem a Troy Aikman, que também frequentou Oklahoma antes de se transferir para a UCLA.
Em 30 de julho de 2010, Bradford assinou um contrato no valor de US $ 78 milhões por seis anos, com US $ 50 milhões garantidos, tornando-se o maior contrato de um novato da NFL.
Na abertura da pré-temporada contra o Minnesota Vikings em 14 de agosto, Bradford fez 6 passes para 57 jardas e também teve 3 vezes sacks em uma derrota dos Rams. Depois de outra exibição inexpressiva contra os Browns em seu segundo jogo, Bradford se recuperou contra os Patriots no terceiro jogo da pré-temporada. Ele conseguiu sua primeira partida como titular no lugar do lesionado A. J. Feeley, ele lançou para os dois primeiros touchdowns e ajudou os Rams a ganhar por 36-35.
Ele competiu pela posição inicial de quarterback com Feeley e em 4 de setembro, Bradford foi nomeado o quarterback titular da temporada de 2010.
Em 12 de setembro de 2010, em seu primeiro jogo na temporada regular, Bradford completou 32 passes para 253 jardas, 1 touchdown e 3 interceptações em uma derrota por 17-13 para o Arizona Cardinals. Seu primeiro touchdown da NFL veio em um passe de 1 jarda para Laurent Robinson. Duas semanas depois, ele alcançou sua primeira vitória como titular da NFL, quando os Rams derrotaram o Washington Redskins por 30-16. Na semana seguinte, ele passou por 289 jardas e dois touchdowns na vitória do Rams sobre o Seahawks por 20-3. Esta foi a sua primeira vitória em um jogo de divisão desde novembro de 2007.
Na semana 8 contra o Carolina Panthers, Bradford acertou 25 passes, dois deles para touchdowns. Em seus primeiros oito jogos, ele marcou onze touchdowns, que empataram com o recorde da NFL - Dan Marino (1983), Peyton Manning (1998) e Ben Roethlisberger (2004) -. Bradford teve um recorde de 3-2 em outubro, passando para 1.019 jardas e 7 touchdowns contra 3 interceptações. Ele foi nomeado novato ofensivo do mês da NFL.
Durante outubro e novembro, ele estabeleceu um recorde de passes consecutivos sem uma interceptação para um novato (169), que terminou com uma interceptação de William Moore em um jogo em casa contra o Atlanta Falcons em 21 de novembro. Contra o Denver Broncos, Bradford se tornou o primeiro novato na história da NFL a passar por pelo menos 300 jardas e três touchdowns sem interceptações durante uma vitória fora de casa. Ele fechou novembro com outro recorde: se tornou o primeiro quarterback novato a ganhar dois prêmios consecutivos de novato ofensivo do mês.
Em 26 de dezembro, Bradford superou o recorde de Peyton Manning de mais passes completados por um quarterback novato da NFL (326). Bradford terminou a temporada com 354 passes comcluidos em 590 tentados, superando o recorde de 575 de Manning. Bradford tornou-se apenas o terceiro quarterback novato a começar todos os 16 jogos da temporada regular e ultrapassar 3.000 jardas, juntando-se a Peyton Manning e Matt Ryan.

#### Temporada de 2011
Chegando à temporada de 2011, as expectativas eram altas para o St. Louis Rams e Bradford. Depois de ter um recorde de 4-0 na pré-temporada, parecia que eles seriam um candidato ao título, mas ao longo da temporada regular houve muitas lesões, o que devastou o elenco. Uma entorse de tornozelo incomodou Bradford na maior parte do ano e ele terminou com 2.164 jardas de passe, seis touchdowns e seis interceptações. A equipe teve um recorde de 1–9 nos jogos em que ele jogou e teve um recorde geral de 2-14.

#### Temporada de 2012

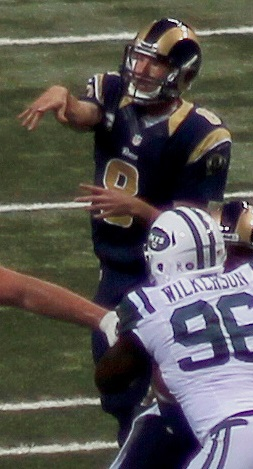
Bradford jogando contra o New York Jets em 2012

Durante o período de férias, houve muita especulação de que o Rams escolheria o vencedor do Heisman Trophy e o ex-quarterback de Baylor, Robert Griffin III, no Draft de 2012. Mas o novo treinador, Jeff Fisher, garantiu que Bradford ainda era o quarterback titular dos Rams, solidificando essa decisão quando os Rams chegaram a um acordo com o Washington Redskins pela 2ª escolha geral no Draft 2012.
Não se esperava que os Rams tivessem uma grande melhora da sua campanha no ano anterior, mas com as grandes jogadas de Bradford e dos novatos que foram bem, os Rams terminaram a temporada com o recorde de 7-8-1.
Na semana 2, contra o Washington Redskins, ele terminou com 310 jardas de passe, três touchdowns e uma interceptação na vitória por 31-28. Na semana 15, contra o Minnesota Vikings, ele teve 377 jardas de passe, três touchdowns e uma interceptação na derrota por 36-22.
Bradford terminou a temporada com os melhores números de carreira: 3.702 jardas de passe, 21 touchdowns, 13 interceptações e uma classificação de 82,6.

#### Temporada de 2013
Com todas as contratações no período de férias, esperava-se que os Rams e Bradford se destacassem em 2013. A temporada começou positiva, com uma vitória por 27-24 sobre os Arizona Cardinals. No jogo, Bradford tinha 299 jardas de passe, dois touchdowns e uma interceptação. No próximo jogo contra o Atlanta Falcons, ele teve 352 jardas de passe, três touchdowns e uma interceptação, enquanto os Rams perderam por 31-24.
Depois de duas derrotas para o Dallas Cowboys e San Francisco 49ers, ele teve 222 jardas de passe e três touchdowns na vitória por 34-20 sobre o Jacksonville Jaguars. Pelo segundo jogo consecutivo, ele jogou para três touchdowns na vitória por 38-13 sobre o Houston Texans. No entanto, durante o jogo contra o Carolina Panthers, Bradford rompeu o ligamento cruzado anterior em uma corrida, terminando sua temporada.
Na temporada de 2013, Bradford passou para 1.687 jardas e 14 touchdowns além de 4 interceptações. Os Rams não foi aos playoffs com um recorde de 7-9.

#### Temporada de 2014

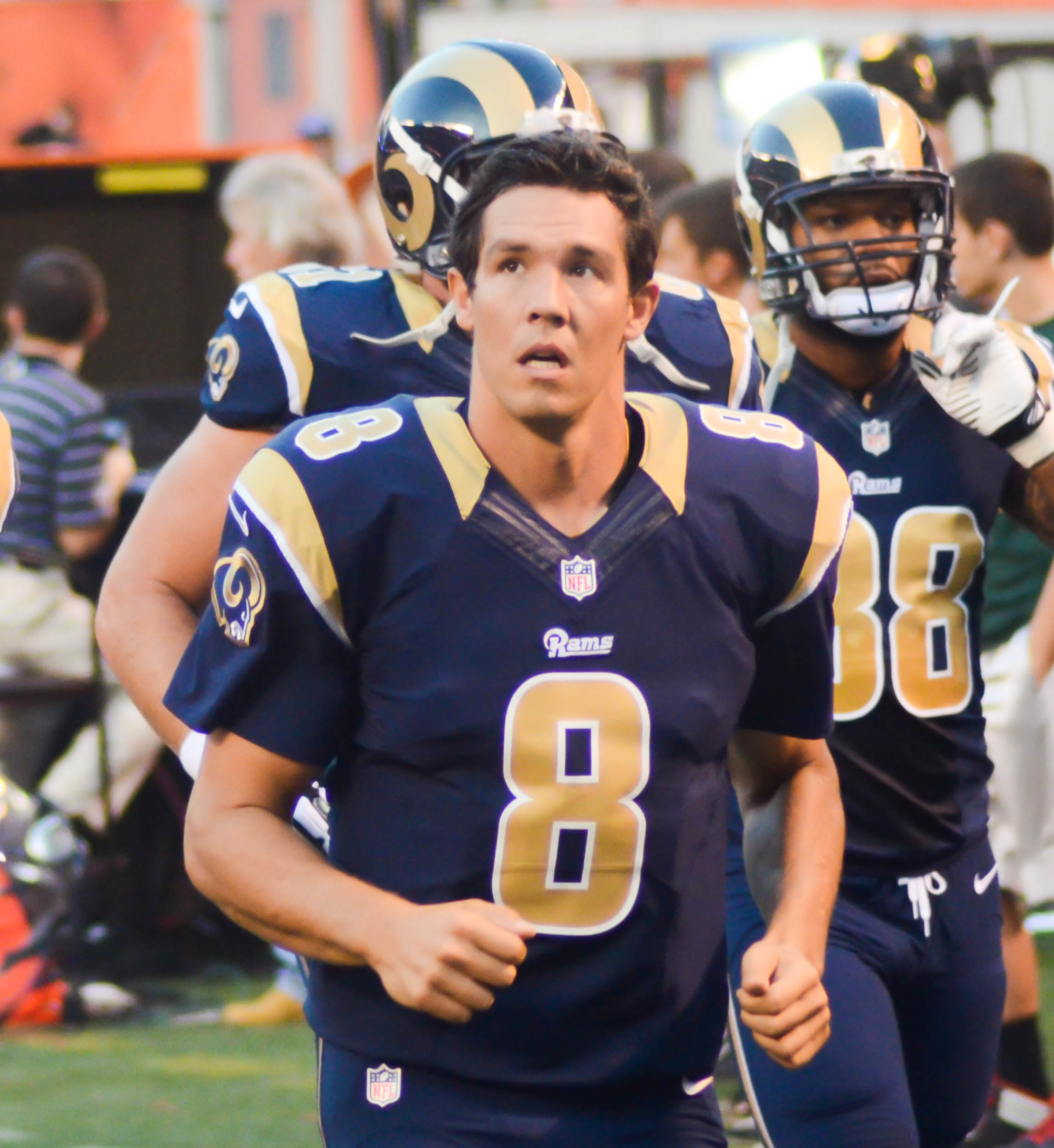
Bradford em 2014

Bradford sofreu a mesma lesão do ligamento cruzado anterior após sofrer um sack durante um jogo de pré-temporada contra o Cleveland Browns e perdeu toda a temporada de 2014.

### Philadelphia Eagles
Em 10 de março de 2015, Bradford foi negociado para o Philadelphia Eagles, juntamente com uma escolha da quinta rodada do draft de 2015, em troca de Nick Foles, uma escolha na quarta rodada de 2015 e uma escolha na segunda rodada de 2016.
Em seu primeiro jogo com o Philadelphia Eagle, Bradford completou 36 passes para um touchdown e duas interceptações em uma derrota por 26-24 para o Atlanta Falcons. Na semana 4, ele lançou para três touchdowns em uma derrota para os Redskins, apesar de seu percentual de conclusão ser inferior a 55% em ambos os jogos, ele ainda registrou 122.6 de rating de passe. Na semana 6, ele lançou para três interceptações, mas os Eagles ainda ganharam por 27-7 contra o New York Giants, essa vitória levou Philadelphia para o primeiro lugar da NFC East, principalmente graças a defesa e ao jogo corrido.

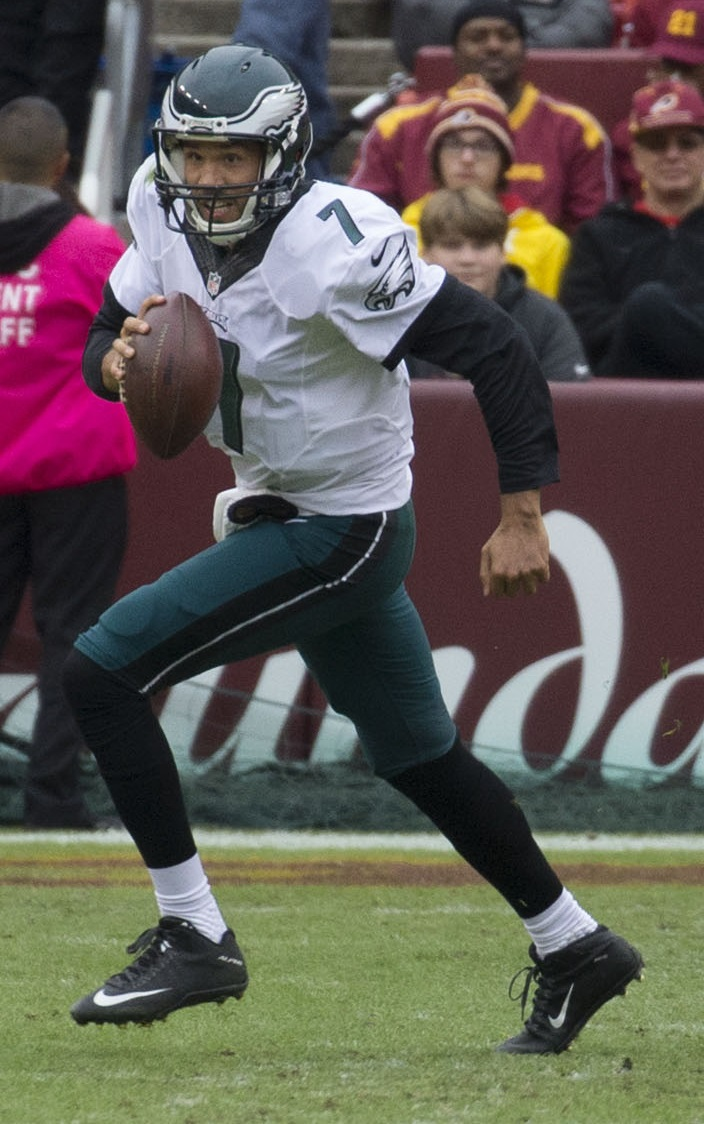
Bradford com o Philadelphia Eagles em 2015

Bradford teve seu pior jogo em uma derrota contra os Panthers, onde completou apenas 56,5% de seus passes com zero touchdowns, uma interceptação e um rating de 58,7. Contra o Miami Dolphins em 15 de novembro, Bradford sofreu uma lesão no ombro esquerdo, bem como uma concussão, o que o manteve fora dos próximos dois jogos contra o Tampa Bay e um jogo no Dia de Ação de Graças contra o Detroit.
Em sua primeira temporada nos Eagles, Bradford tinha um recorde de 7-7 como titular e suas performances começaram a melhorar após a semana 9 contra o Dallas Cowboys. Nesse jogo, Bradford lançou para Jordan Matthews fazer o touchdowns da vitória na prorrogação. Na semana 13, Bradford levou os Eagles a uma vitória por 35-28 sobre o New England Patriots. Na semana 15, Bradford jogou para 361 jardas, dois touchdowns e duas interceptações em uma derrota por 40-17 para o Arizona Cardinals. Na semana 16, ele jogou para 380 jardas e um touchdown em uma derrota por 38-24 para o Washington Redskins. No final da temporada regular contra o New York Giants, ele jogou por 320 jardas, dois touchdowns e uma interceptação na vitória por 35-30. Os Eagles terminaram com um recorde de 7-9 e não foram aos playoffs.
Em 1º de março de 2016, Bradford assinou uma extensão de contrato de dois anos no valor de US $ 36 milhões (US $ 26 milhões garantidos) com os Eagles. No entanto, os Eagles negociaram com o Cleveland Browns a segunda escolha geral no draft da NFL de 2016, a fim de selecionarem um novo quarterback. Isso levou à especulação de que Bradford seria negociado ou usado como um tampão enquanto os treinador ensinavam ao novo quarterback o esquema ofensivo.
Em 25 de abril de 2016, foi relatado que Bradford queria ser negociado e que ele não iria mais participar das atividades da equipe. Os Eagles selecionou o quarterback Carson Wentz como a segunda escolha geral no draft de 2016 em 28 de abril. Bradford retornou à equipe em maio de 2016.

### Minnesota Vikings

#### Temporada de 2016

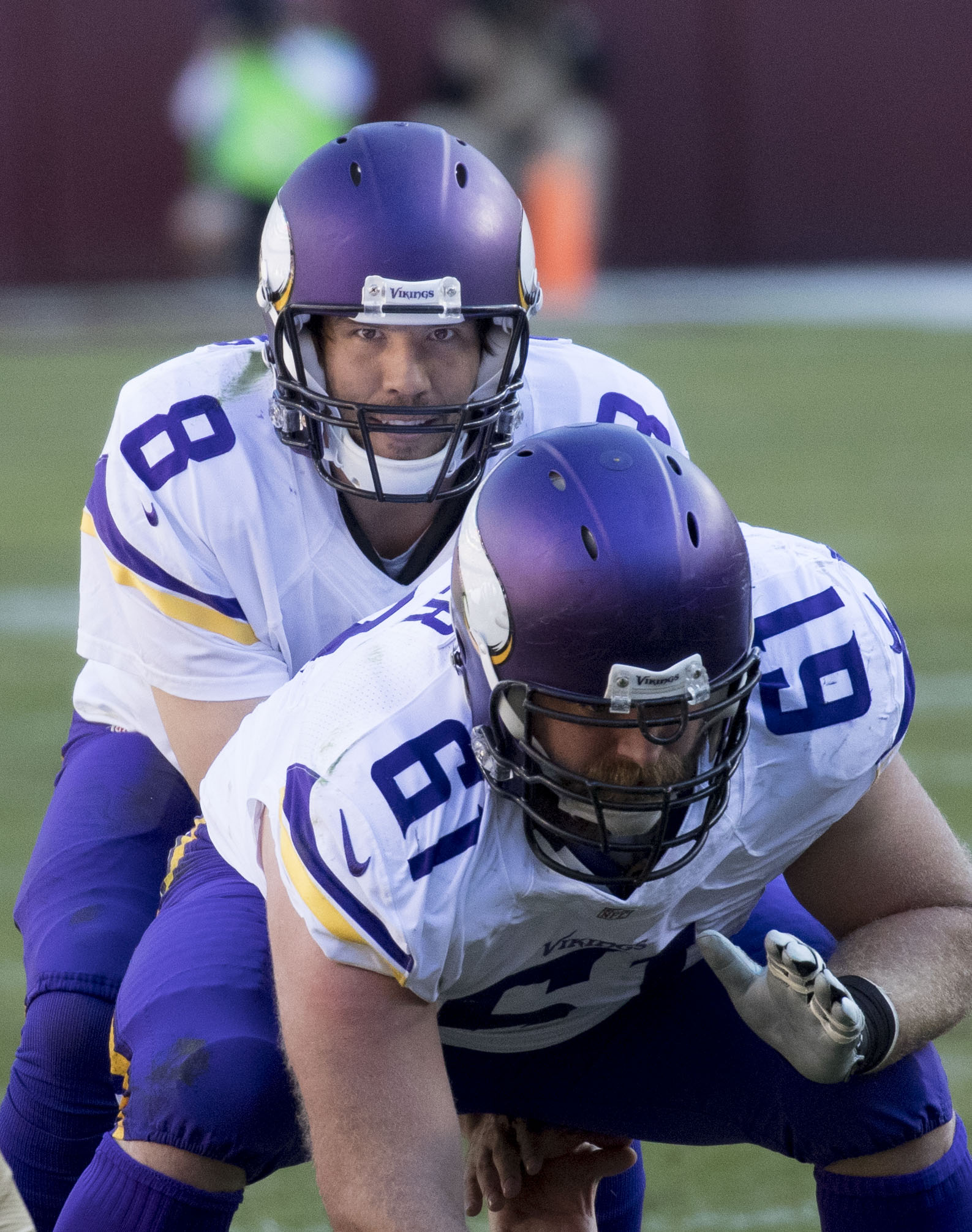
Bradford (n º 8) com os vikings em 2016

Em 3 de setembro de 2016, após sua aparição nos jogos de pré-temporada dos Eagles, Bradford foi negociado para o Minnesota Vikings em troca de uma escolha de primeira rodada no Draft de 2017 e uma escolha condicional na quarta rodada do Draft de 2018. A troca foi feita após o quarterback dos Vikings, Teddy Bridgewater, ter sofrido uma lesão do ligamento cruzado anterior em 30 de agosto de 2016.
15 dias depois de ser negociado, Bradford fez sua primeira partida pelos Vikings na semana 2 contra o Green Bay Packers. Apesar de não ter muito tempo no time, Bradford superou Aaron Rodgers, mas acabou machucando a mão esquerda no primeiro tempo devido a um golpe de Clay Matthews. Bradford terminou o jogo completando 22 passes para 286 jardas e dois touchdowns, ajudando os Vikings a conquistar sua primeira vitória em seu novo estádio. A conexão entre Bradford e Diggs resultou em 182 jardas em 9 recepções de Diggs, o número mais alto de sua carreira. Bradford recebeu elogios da mídia, foi considerado o melhor jogo de sua carreira.
Na semana seguinte, Bradford lançou para 171 jardas e um touchdown na vitória por 22-10 contra o Carolina Panthers, graças a uma forte defesa dos vikings que fez 8 sacks em Cam Newton e o interceptou três vezes. Na vitória dos vikings sobre o New York Giants na semana 4, Bradford fez um passe de touchdown e não teve interceptação pelo terceiro jogo consecutivo. O único outro jogador dos Vikings a fazer isso em cada um de seus três primeiros jogos de uma temporada foi Randall Cunningham em 1998.
Com alguns jogadores importantes fora do jogo da semana 5 contra o Houston Texans, Bradford teve outro bom desempenho, completando 22 passes para 271 jardas, dois touchdowns e, pela quarto jogo consecutivo, nenhuma interceptação.
Durante uma série de três derrotas, Bradford lançou para apenas três touchdowns e uma interceptação com 725 jardas e uma porcentagem de conclusão de 66%, números ruins em comparação com os quatro jogos anteriores, nos quais ele jogou para 990 jardas, seis touchdowns, sem interceptações e teve um percentual de conclusão de 70%. Os Vikings terminariam a temporada com um recorde de 8-8.
Bradford foi titular em 15 jogos em 2016, completando 395 passes para 3.877 jardas e 20 touchdowns com 5 interceptações. Sua porcentagem de conclusão de 71,6 estabeleceu um recorde de NFL de uma única temporada, passando a marca de Drew Brees de 2011 de 71,2. Brees depois terminou a temporada de 2017 com uma porcentagem de conclusão de 72,0, retomando o recorde. Os 395 passes concluidos de Bradford definiram um recorde da franquia.

#### Temporada de 2017
Na semana 1, no Monday Night Football, Bradford completou 27 passe para 346 jardas e 3 touchdowns em uma vitória por 29-19 contra o New Orleans Saints, o que lhe valeu o seu primeiro prêmio de Jogador Ofensivo da Semana da NFC.
Ele ficou inativo para o jogo da semana 2 contra o Pittsburgh Steelers devido a uma lesão no joelho. Depois de perder mais três jogos, em 10 de outubro, foi revelado que Bradford foi diagnosticado com desgaste no joelho após duas cirurgias anteriores. Em 7 de novembro, Bradford passou por uma cirurgia no joelho, colocando sua temporada em risco. Ele foi colocado no time reserva no dia seguinte, terminando sua temporada.
Em 13 de janeiro de 2018, Bradford voltou a lista de jogadores aptos a jogar na rodada divisional dos playoffs contra o New Orleans Saints, no entanto Case Keenum começou o jogo devido a sua forte temporada.

### Arizona Cardinals
Em 16 de março de 2018, Bradford assinou um contrato de dois anos com o Arizona Cardinals no valor de US $ 20 milhões no primeiro ano, com US $ 15 milhões garantidos. Bradford usará o número 9, sendo o número 8 aposentado em homenagem ao safety do Hall of Fame, Larry Wilson.
Depois de performances ineficazes nos dois primeiros jogos, Bradford foi para o banco para o novato Josh Rosen nos momentos finais de uma derrota da 3 semanas para o Chicago Bears. A 3 de novembro foi dispensado pelos Cardinals.

## Estatísticas
| Ano      | Time     | Jogos                         | Jogos                         | Passando                      | Passando                      | Passando                      | Passando                      | Passando                      | Passando                      | Passando                      | Passando                      | Correndo                      | Correndo                      | Correndo                      | Correndo                      | Sackes                        | Sackes                        | Fumbles                       | Fumbles                       |
| Ano      | Time     | J                             | JD                            | Comp                          | Ten                           | Pct                           | Jardas                        | Média                         | TD                            | Int                           | Rtg                           | Ten                           | Jardas                        | Média                         | TD                            | Sck                           | Longa                         | Fum                           | Fum perdidos                  |
| -------- | -------- | ----------------------------- | ----------------------------- | ----------------------------- | ----------------------------- | ----------------------------- | ----------------------------- | ----------------------------- | ----------------------------- | ----------------------------- | ----------------------------- | ----------------------------- | ----------------------------- | ----------------------------- | ----------------------------- | ----------------------------- | ----------------------------- | ----------------------------- | ----------------------------- |
| 2010     | STL      | 16                            | 16                            | 354                           | 590                           | 60%                           | 3 512                         | 6,0                           | 18                            | 15                            | 76,5                          | 27                            | 63                            | 2,3                           | 1                             | 34                            | 244                           | 7                             | 2                             |
| 2011     | STL      | 10                            | 10                            | 191                           | 357                           | 53,5%                         | 2 164                         | 6,1                           | 6                             | 6                             | 70,5                          | 18                            | 26                            | 1,4                           | 0                             | 36                            | 248                           | 10                            | 7                             |
| 2012     | STL      | 16                            | 16                            | 328                           | 551                           | 59,5%                         | 3 702                         | 6,7                           | 21                            | 13                            | 82,6                          | 36                            | 124                           | 3,4                           | 1                             | 35                            | 233                           | 7                             | 1                             |
| 2013     | STL      | 7                             | 7                             | 159                           | 262                           | 60,7%                         | 1 687                         | 6,4                           | 14                            | 4                             | 90,9                          | 15                            | 31                            | 2,1                           | 0                             | 15                            | 97                            | 3                             | 1                             |
| 2014     | STL      | Não jogou por estar lesionado | Não jogou por estar lesionado | Não jogou por estar lesionado | Não jogou por estar lesionado | Não jogou por estar lesionado | Não jogou por estar lesionado | Não jogou por estar lesionado | Não jogou por estar lesionado | Não jogou por estar lesionado | Não jogou por estar lesionado | Não jogou por estar lesionado | Não jogou por estar lesionado | Não jogou por estar lesionado | Não jogou por estar lesionado | Não jogou por estar lesionado | Não jogou por estar lesionado | Não jogou por estar lesionado | Não jogou por estar lesionado |
| 2015     | PHI      | 14                            | 14                            | 346                           | 532                           | 65%                           | 3 725                         | 7,0                           | 19                            | 14                            | 86,4                          | 26                            | 39                            | 1,5                           | 0                             | 28                            | 200                           | 10                            | 3                             |
| 2016     | MIN      | 15                            | 15                            | 395                           | 552                           | 71,6%                         | 3 877                         | 7,0                           | 20                            | 5                             | 99,3                          | 20                            | 53                            | 2,7                           | 0                             | 37                            | 276                           | 10                            | 5                             |
| 2017     | MIN      | 2                             | 2                             | 32                            | 43                            | 74,4%                         | 382                           | 8,9                           | 3                             | 0                             | 124,4                         | 2                             | -3                            | -1,5                          | 0                             | 5                             | 40                            | 0                             | 0                             |
| 2018     | ARI      | 3                             | 3                             | 50                            | 80                            | 62,5%                         | 400                           | 5,0                           | 2                             | 4                             | 62,5                          | 2                             | 7                             | 3,5                           | 0                             | 6                             | 33                            | 3                             | 2                             |
| Carreira | Carreira | 83                            | 83                            | 1 855                         | 2 967                         | 62,5%                         | 19 449                        | 6,6                           | 103                           | 61                            | 84,5                          | 146                           | 340                           | 2.3                           | 2                             | 196                           | 1 371                         | 50                            | 21                            |

### Recordes
Recordes do St. Louis Rams
- Mais tentativas de passe em uma única temporada (590 na temporada de 2010)[74]

Recordes do Philadelphia Eagles
- Maior porcentagem de conclusão de uma única temporada (65,0 na temporada de 2015)

Recordes do Minnesota Vikings
- Mais jardas passes no primeiro jogo do quarterback como jogador da franquia (286)

- Maior porcentagem de conclusão em uma única temporada (71,6)

- Maior conclusões de passes (395)

## Vida Pessoal
Bradford foi a primeira pessoa de ascendência Cherokee a ser quarterback titular de uma universidade da Divisão I desde Sonny Sixkiller, um Cherokee de sangue puro, que jogou pela Universidade de Washington durante as temporadas de 1970-1972.
Seu pai, Kent Bradford, foi um jogador de linha ofensiva dos Sooners de 1977 a 1978.
Bradford é um ávido fã de hóquei no gelo. Seu time favorito é o Vancouver Canucks.
Ele é cristão e apareceu em um curta-metragem de depoimentos de celebridades chamado I Am Second, compartilhando sua fé sobre o cristianismo e ganhando o Heisman Trophy.
Bradford é apelidado de "Sammy Sleeves" por fãs e alguns membros da mídia por sempre usar mangas longas. A razão disso é que, de acordo com Bradford, "Eu não gosto de me sentir restrito [...] Eu realmente não sei por que eles são tão grandes, mas eu realmente não gosto deles tocando meus braços. Eu sei, eu sou meio estranho nisso."
Em 2009, o prefeito de Oklahoma, Mick Cornett, declarou que 13 de janeiro era o "Sam Bradford Day" em Oklahoma City.